# Serranía de Araracuara
La serranía de Araracuara es una cadena montañosa en Colombia. Se encuentra ubicada en el departamento del Caquetá en el sur del país, y en las estribaciones meridionales de la sierra de Chiribiquete justo en el límite con el parque nacional homónimo.
El cuerpo de agua más cercano es el río Yarí y la población más cercana es Araracuara.